# 八幡神社 (大垣市開発町)
八幡神社（はちまんじんじゃ）は、岐阜県大垣市開発町にある神社（八幡神社）。

## 概要
創建時期は不詳。安八郡上開発村（現・大垣市開発町）は鎌倉時代以前は伊勢神宮の荘園（津布良開発御厨）であり、領主の源頼範が相模国石清水八幡宮の祭神（応神天皇）勧請し創建したという。
1873年（明治6年）に郷社となる。1907年（明治40年）に熊野神社、1911年（明治44年）に神明神社を合祀する。
1959年（昭和34年）12月、岐阜県神社庁より銀幣社に指定される。
2006年（平成18年）に社殿の改築、境内の全面改修を行う。

## 祭神
- 応神天皇

## 境内社
- 熊野神社（祭神：家津御子神、速玉男神、熊野夫須美神）
- 神明神社（祭神：天照皇大神）
- 御鍬神社（祭神：豊受姫大神）